# Harry Reems
Harry Reems, egentligen Herbert Streicher, född 27 augusti 1947 i Bronx i New York, död 19 mars 2013 i Salt Lake City i Utah, var en amerikansk skådespelare huvudsakligen verksam inom pornografisk film. Han fick sitt genombrott med filmen Långt ner i halsen 1972, där han spelade mot Linda Lovelace.
Reems blev fri från missbruk i slutet av 1980-talet samtidigt som han blev bekännande kristen och konverterade från judendomen. Han arbetade sedan som mäklare i Park City i Utah.

## Filmografi (i urval)
- 1980 - Les chiens chauds
- 1976 – Bel Ami
- 1975 - Lovelace Meets Miss Jones
- 1975 – Justine och Juliette
- 1975 - Every Inch a Lady
- 1972 – Långt ner i halsen